# 鍋島紀久子
鍋島 紀久子（なべしま きくこ、1911年〈明治44年〉9月12日 - 1989年〈平成元年〉2月12日）は、日本の元皇族。旧名は、紀久子女王。朝香宮鳩彦王と同妃允子内親王の第1王女子。弟に孚彦王・正彦王、妹に湛子女王がいる。お印は花印。旧肥前佐賀藩主鍋島家第13代当主の侯爵・鍋島直泰の夫人。

## 人物
1931年（昭和6年）5月12日に、鍋島直泰と結婚し、1936年（昭和11年）に長男の直要が誕生した。直要はのちに家督を継いで鍋島家第14代当主となった。鍋島直正の子孫である。

## 栄典
- 1928年（昭和3年）11月10日 -  大礼記念章[2]
- 1931年（昭和6年）5月6日 -  勲二等宝冠章[3]

## 関連書籍
- 北風倚子 『朝香宮家に生まれて　侯爵夫人・鍋島紀久子が見た激動の時代』（PHP研究所、2008年）